# Grobanje
Grobanje je naravna oblika razmnoževanja rastlin. To je način, pri katerem se poganjek ukorenini še preden se loči od matične rastline. Nekatere rastline v naravi se razmnožujejo z lastnim grobanjem. Poznani so trije načini grobanja, in sicer način da se steblo potisne v prst (navadno in vijugasto grobanje ter grobanje vršičkov), način da se prst nasuje čez steblo (grebeničenje, grobanje v jarek in francosko grobanje) ter način da se rastna površina namesti na steblo (zračno grobanje).

## Navadno grobanje
Navadno grobanje je primeren način za razmnoževanje listopadnih in zimzelenih grmovnic. Približno eno leto pred grobanjem, spomladi ali jeseni, se nizka veja na grmu obreže in s tem spodbudi nastanek novih krepkih poganjkov, ki se lažje ukoreninijo. Pred grobanjem se pod grmom pripravijo tla, da so prhka. Če so tla težka se izboljšajo s humusom. Na poganjku, ki se izbere za grobanje se pustijo vsi listi na vršičku, ostali listi na steblu se osmukajo in odstranijo stranski poganjki. Pripravljen poganjek se pripogne k tlom in označi mesto, nekje med 25 in 30 cm pred vrhom poganjka. Na označenem mestu se izkoplje jamica ali jarek. Poganjek se na upognjenem mestu, kjer se bo dotikal zemlje, zareže ali odstrani del lubja. Ranjeno mesto poganjka se napraši s praškom za ukoreninjenje. Poganjek se z žično sponko pritrdi v zemljo, njegov vrh pa obrne navzgor in pritrdi ob palico. Jamica ali jarek se zasuje in zemlja potlači. Navadno grobanje je najučinkovitejše jeseni. Če se grobanica ukorenini se lahko naslednjo jesen izkoplje, odreže od matične rastline in posadi. Če se groba spomladi se grobanica odreže naslednjo pomlad. Če se grobanica še ni ukoreninila ali ima premalo korenin, se pusti v zemlji še eno rastno sezono.
Z navadnim grobanjem se pogosto razmnožujejo tudi vzpenjavke, če se že ne grobajo same. Pri nekaterih vzpenjavkah se namreč poganjki plazijo in tam kjer pridejo v stik s tlemi se tudi ukoreninijo. Za grobanje se izbere primerno dolg poganjek brez cvetov, ki ga je mogoče povesiti do tal. Na mestu grobanja se na poganjku odstranijo vsi listi in stranski poganjki. Poganjek se usloči do tal in na mestu, kjer se dotika tal blizu členka zareže, do približno polovice stebla. Ostali postopek je enak kot pri grobanju grmovnic. Poganjki vzpenjavk, ki so bili grobani spomladi se običajno ukoreninijo že do jeseni.

## Vijugasto grobanje
Ta način grobanja je primeren za rastline z gibkimi stebli, kot so npr. sroboti. Povešeni poganjek se usloči proti tlom, osmukajo listi in odstranijo stranski poganjki, da ostane za vršičkom gol, dolg poganjek. Na več mestih med členki se poganjek zareže. Med posameznimi zarezami mora biti vsaj en brst. Zareze se posujejo s hormonskim praškom. Poganjek se nato na zarezanih mestih pritrdi na pripravljena tla in pritrjena mesta zasuje. Na zarezanih mestih se tvorijo korenine, na členkih, ki so dvignjeni iz zemlje pa se tvorijo novi poganjki. Ko se  grobanica ukorenini jo odrežemo od matične rastline. Poganjek s koreninami in novimi poganjki se razreže tako, da ima vsaka nova rastlina koreninski sistem in nove poganjke. Vsak kos ukoreninjenega poganjka se posamično posadi.

## Grobanje vršičkov
Grobanje vršičkov se uporablja za grmovnice in vzpenjavke, ki tvorijo korenine iz vršičkov poganjkov. Tak primer so npr. v naravi robidnice. Spomladi se izbere leto dni staro rozgo in odščipne rastni vršiček, da zrastejo novi stranjski poganjki. Poleti se izkoplje 7-10 cm globok jarek. Ena stena jarka je navpična, druga poševno nagnjena proti starševski rastlini. S sponko se vršiček poganjka pritrdi v jarek blizu navpičnega dela. Jarek se zasuje. Po nekaj tednih se pojavi nov poganjek, ki se razvije iz vršička. Ko se poganjek ukorenini se mlada rastlina loči od matične na mestu, kjer prehaja usločeni poganjek v tla in goji naprej na istem mestu. Če je potrebno se nova rastlina presadi naslednjo pomlad. 

## Grebeničenje
Grebeničenje se uporablja za razmnoževanje grmičastih zelišč. Spodnji del stebel nekaterih zelišč oleseni, na vrhu pa poganjajo novi poganjki. Spomladi se okoli spodnjega dela grmička nasuje rahla prst, tako da molijo ven le vršički poganjkov. Stebla, ki so v stiku s prstjo se ukoreninijo. Če prst odplakne močan dež se jo po potrebi dodaja. Ko ogrebena stebla poženejo korenine, se jih odreže od matične rastline in posadi kot samostojne rastline. 

## Grobanje v jarek
Grobanje v jarek se uporablja za podlage sadnega drevja, predvsem tiste sorte ki se težko ukoreninjajo. Matična rastlina se posadi pod kotom 30-40°. Poganjke se usloči proti tlom in pritrdi v plitve, približno 5 cm globoke, jarke in prekrije s prstjo. Ko se poganjki ukoreninijo se jih loči od matične rastline. 

## Francosko grobanje
Francosko ali nepretrgano grobanje je prirejen način grebeničenja. Uporablja se za razmnoževanje listopadnih grmovnic. Pozno jeseni se mladi poganjki matične rastline uvijejo do tal in vodoravno pričvrstijo v tla. Spomladi brsti enakomerno poženejo navpične poganjke po vsej dolžini položenega poganjka. Ko so novi poganjki na položenem poganjku veliki 8 cm se sponke odstranijo in položen poganjek dvigne. Tla pod poganjkom se obdelajo Izkoplje se 5 cm globok jarek v katerega se položi poganjek z navpičnimi novimi poganjki. Poganjek se pričvrsti in pokrije s prstjo, tako da vršički molijo ven. Ko poganjki rastejo se dodaja prst, vse dokler gomila ni visoka 15 cm. Ko listje odpade se položen poganjek previdno odkrije in odreže od matične rastline. Nato se poganjek razreže tako, da ima vsaka nova rastlina koreninski sistem in nove poganjke. Nove rastline se posadijo posamič.

## Zračno grobanje
Zračno grobanje se uporablja pri nekaterih drevesih, grmih in sobnih rastlinah. Opravlja se spomladi ali jeseni. Na rastlini se izbere primeren poganjek  ali se grobanje opravlja na steblu. Na poganjku in steblu se osmuka liste in stranske poganjke, da nastane 20 do 30 cm dolg gol poganjek ali steblo. Na sredini golega mesta na poganjku ali steblu se naredi v smeri rasti 4 cm dolgo in 5 mm globoko zarezo. Zareza se zapolni z vlažnim šotnim mahom tako, da ostane odprta. Z vlažnim šotnim mahom se nato obloži mesto grobanja tako da bo mesto grobanja skrito v mahu. Okoli mahu se pritrdi plastični ovoj, ki se ga na obeh straneh zatesni. Zaprt ovoj zaradi velike vlage spodbuja ukoreninjenje. Ukoreninjenje traja tudi do 2 leti. Ko se na zračni grobanici razvijejo korenine se ovoj odstrani, grobanica pod koreninami odreže od matične rastline in posadi samostojno. 

## Vir
- Kraljevo hortikulturno združenje. Enciklopedija vrtnarjenja. Slovenska knjiga. Ljubljana, 1996. ISBN 961-210-029-2